# Veljački patent
Veljački patent je zakon koji je donio 28. veljače 1861. car Franjo Josip kao dopunu
Listopadskoj diplomi iz 1860. Zakon je značio vraćanje na apsolutizam s pravom vladara na zakonodavnu sankciju i raspuštanje zakonodavnih tijela. Sužavanje prava Carevinskoga vijeća dovelo je do toga da su mađarski i hrvatski predstavnici otkazali sudjelovanje u njegovu radu. Kako je taj otpor bio ustrajan, inspirator patenta ministar Anton Schmerling morao je odstupiti, a sklapanjem Austro-ugarske nagodbe 1867. zakon je postao bespredmetan.